# چریوموخا
چریوموخا (به لاتین: Cheryomukha) یک منطقهٔ مسکونی در روسیه است که در استان آستراخان واقع شده‌است.